# Antigitanismo

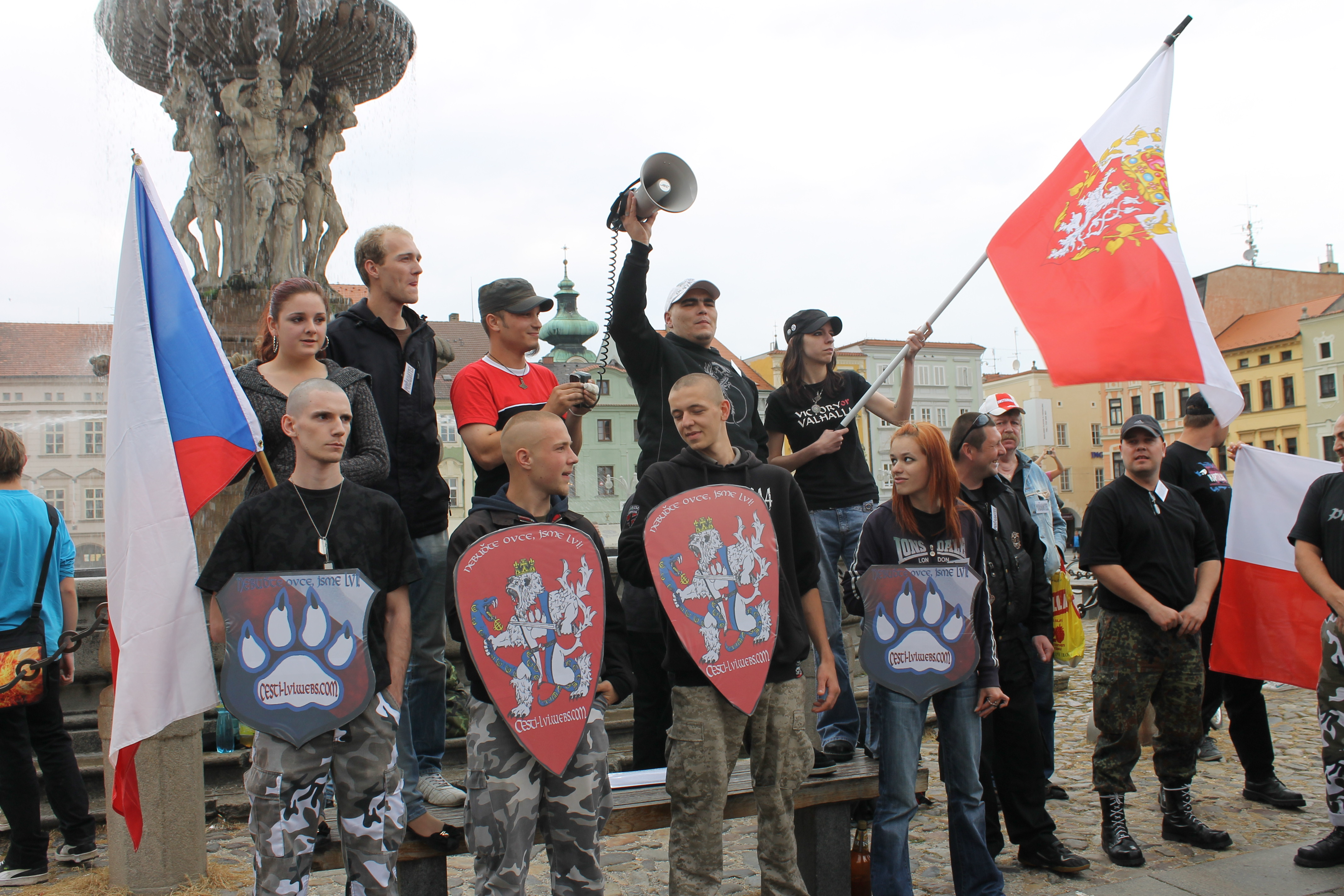
Protesta antigitana en České Budějovice (República Checa), en junio de 2013.

El antigitanismo, antiziganismo, antirromanismo o romafobia es el racismo específico contra el pueblo romà, sinti, traveller y otras comunidades que son estigmatizadas en el imaginario colectivo como "gitanas" atribuyendo un sentido peyorativo al término. Aunque el término obtiene cada vez más reconocimiento institucional, todavía no hay un entendimiento común sobre su naturaleza e implicaciones. El antigitanismo se utiliza con frecuencia en un sentido restringido para señalar las actitudes antigitanas o la expresión de estereotipos negativos en el espacio público o el discurso de odio. Sin embargo, el antigitanismo hace referencia a un espectro más amplio de las expresiones y prácticas discriminatorias, incluyendo formas sutiles e invisibilizadas. El antigitanismo no es solo lo que se dice, sino lo que se hace y también lo que no se hace, como podría ser la impunidad ante un delito de odio contra personas o comunidades gitanas.
Debido en parte a su estilo de vida seminómada y a las diferencias de lenguaje y cultura, se ha producido una sensación de desconfianza y rechazo a los romaníes por parte de los habitantes indígenas de los países por los que se han extendido a lo largo del tiempo. Esta desconfianza ha persistido incluso a pesar de la conversión de los gitanos al cristianismo o al islam en los diversos países en los que se han asentado. Incluso hay supersticiones relacionadas con etnia, cómo que son portadores de males de ojo.
La raíz tsigan es la base de la palabra que designa a los romaníes en muchos idiomas europeos. En la mayoría de esos lenguajes la pronunciación es similar a la palabra húngara cigány. En español ha dado origen al término “cíngaro”, derivado de la palabra húngara. Pero el término más conocido y extendido es el de “gitano”, derivado de la palabra "egiptano", porque se creyó que los gitanos venían de Egipto. La RAE incluye en la definición de "gitano,na" la acepción de "trapacero" como "ofensivo o discriminatorio".

## Historia

### Edad Media
A principios del siglo XIII se mencionan en los registros del Imperio bizantino la presencia de los Atsínganoi, que son descritos como un pueblo de hechiceros inspirados por el diablo y que pretenden predecir lo desconocido
En el siglo XVI los gitanos se habían extendido por la mayor parte de Europa, y para ganarse la vida trabajaban como músicos, caldereros y en ocasiones como soldados.
Mientras los turcos otomanos se extendían por el territorio de la actual Bulgaria relegaron a los gitanos, que carecían de una afiliación profesional permanente al nivel más bajo de la sociedad. En Eslovaquia y el oeste de Hungría y Croacia, se emitieron órdenes contra los gitanos, que eran considerados espías o infiltrados de los turcos. En esta atmósfera fueron expulsados de muchas localidades y su nomadismo se incrementó La primera legislación contra los gitanos fue promulgada en Moravia en 1538, y tres años después el emperador Fernando I de Habsburgo ordenó que los gitanos de sus reinos fueran expulsados tras una serie de incendios en Praga. En 1548 la Dieta de Augsburgo declaró que quienquiera que mate a un gitano, no será culpable de asesinato. En 1556, el gobierno suavizó la medida añadiendo la prohibición de ahogar a mujeres y niños gitanos.
En Inglaterra, el “Acta de los Egipcios” de 1530 prohibía a los romaníes entrar en el país y ordenaba, a los que ya vivían en territorio inglés, que lo abandonaran en 16 días. Quienes no cumplieran la orden podrían ser encarcelados, deportados y sufrirían la confiscación de sus propiedades. La medida fue suavizada con el Acta de los Egipcios de 1554, que retiraba el castigo a los romaníes que abandonaran sus repugnantes, desviadas e impías formas de vida y compañías y se asentaran en un lugar de forma estable. Sin embargo, para quienes se negaran a llevar un modo de vida sedentario, el castigo se elevaba a la ejecución.

### SigloXVIII
En 1710 el emperador José I de Habsburgo emitió un edicto contra los gitanos ordenando que todos los varones adultos sean ahorcados sin juicio y que las mujeres y los jóvenes sean azotados y expulsados para siempre. Además, se les cortaba la oreja derecha en el reino de Bohemia y la oreja izquierda en Moravia. En otras partes de Austria eran marcados en la espalda con un hierro candente, representando la horca. Estos castigos y mutilaciones permitían a las autoridades identificar a los gitanos en un segundo arresto. Además el edicto imperial ordenaba a los funcionarios locales que persiguieran a los romaníes o que pagaran una multa de 100 táleros si no lo hacían. Cualquiera que ocultara o ayudara a los gitanos sería castigado con medio año de trabajos forzados. 
Aunque muchos gitanos huyeron, se produjeron varias masacres. En 1721 el emperador Carlos VI de Habsburgo incrementó la dureza de la medida incluyendo la ejecución de mujeres gitanas adultas, y que los niños gitanos fuesen separados de sus padres e internados en hospicios para su educación. En 1774 la emperatriz María Teresa I de Austria emitió un edicto prohibiendo los matrimonios con gitanos. Una mujer romaní que se casara con un no gitano tenía que presentar evidencias de un trabajo estable e industrioso en casa y familiaridad con los principios del catolicismo, y un hombre romaní que se casara con una mujer no gitana tenía que demostrar habilidad para mantener una mujer e hijos. Además, los niños gitanos mayores de cinco años tenían que ser apartados de sus padres y educados por familias no gitanas.
En la actual Rumania los príncipes, terratenientes y monasterios ortodoxos mantenían a los gitanos como esclavos. La esclavitud romaní no fue abolida hasta 1856, después de varias revueltas.

### Porraimos
Éstas y otras medidas semejantes y discriminatorias se emitieron en mayor o menor medida por todos los países europeos, y la tendencia se acentuó con el surgimiento de los diversos nacionalismos, que rechazaban y marginaban a los gitanos y otras minorías étnicas y religiosas como una amenaza o un obstáculo para la unidad nacional.
Pero la persecución de los romaníes alcanzó su auge durante la Segunda Guerra Mundial, con el Porraimos, el genocidio que los nazis llevaron a cabo contra los gitanos durante el Holocausto. Como las comunidades romaníes de la Europa Oriental estaban menos organizadas que las comunidades judías, ha resultado más difícil establecer un número fiable de víctimas, aunque el Holocaust Memorial Research Institute de Washington estima el número de romaníes asesinados entre 1939 y 1945 entre 500.000 y 1.500.000. Los estudios étnicos del profesor Ward Churchill concluyen que la población romaní sufrió proporcionalmente un genocidio mayor que la población judía de Europa y que su tragedia ha sido en gran parte marginada e ignorada por los investigadores y la sociedad. El exterminio de los romaníes en Bohemia y Moravia fue tan completo que actualmente la lengua romaní bohemia se ha convertido en una lengua muerta.

### Antigitanismo moderno

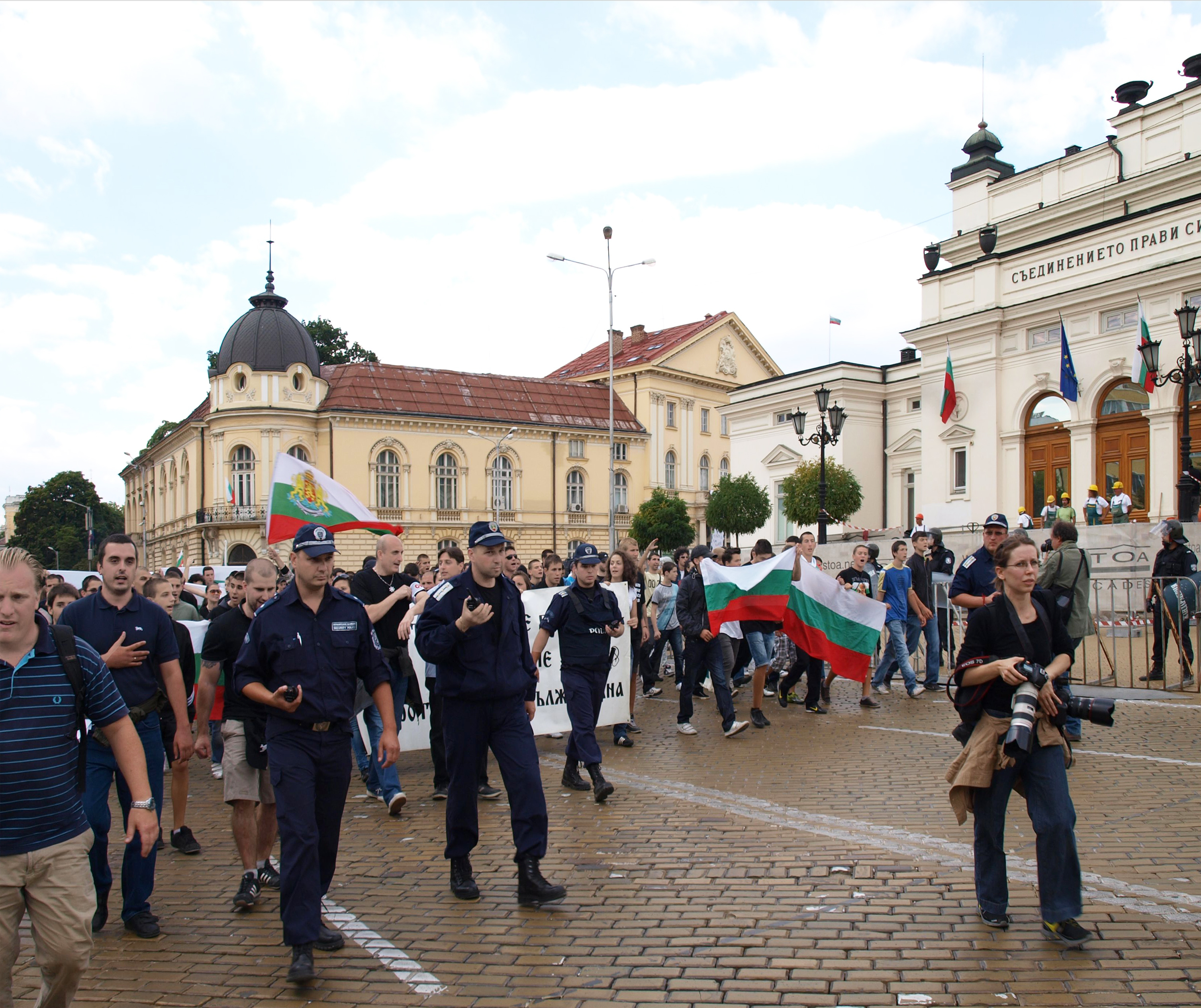
Antigitanismo en Sofía, Bulgaria

El antigitanismo ha continuado tras la Segunda Guerra Mundial y prosigue en la actualidad, especialmente en Bulgaria, Rumania, Eslovaquia, Hungría Eslovenia y Kosovo. Los romaníes a menudo son confinados a barrios y guetos de clase baja, son sometidos a discriminación social en trabajos y escuelas, y a menudo sufren brutalidad policial. En Bulgaria el profesor Ognian Saparev ha escrito artículos en los que afirma que los gitanos deberían ser confinados en guetos porque no se integran ni se asimilan culturalmente, su educación los inclina hacia el robo, no quieren trabajar y utilizan su posición como minoría étnica para “chantajear” a las autoridades y a la mayoría social. Estos artículos fueron publicados como reacción al asesinato de su compañero, el profesor Stanimir Kaloyanov, que fue apalizado hasta la muerte por un grupo de romaníes mientras celebraba la graduación de su hijo en Sofía en mayo del año 2005.
En la República Checa la mayoría de los checos no quieren tener vecinos romaníes (casi un 90%) por encima de cualquier otro grupo étnico, considerándolos ladrones y parásitos sociales. A pesar de que la adopción en Chequia requiere un largo período de espera, los niños romaníes de los orfanatos casi nunca son adoptados por parejas checas. Después de la caída del partido comunista del poder en 1989, los puestos de trabajo que habitualmente eran ocupados por los romaníes fueron eliminados u ofrecidos a emigrantes de Ucrania, y los estereotipos sobre los romaníes redujeron su capacidad de buscar nuevos trabajos.[cita requerida] Las autoridades de la Unión Europea amonestaron a la República Checa y Eslovaquia en 2007 por segregar de forma forzosa a los niños romaníes de las escuelas.

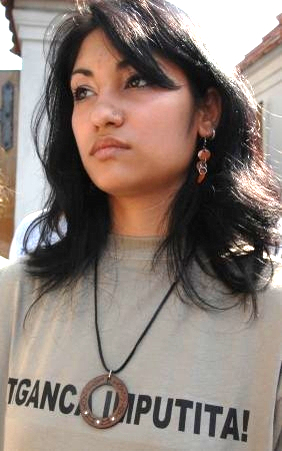
Mujer gitana durante una manifestación en Bucarest, Rumania contra una observación antiziganista del presidente rumano Traian Băsescu hacia una periodista —supuestamente de origen gitano— que lo molestó en mayo de 2007. El texto en la camiseta dice Ţigancă împuţită! («¡Gitana apestosa!»).

En el 2006, muchos romaníes que habían residido anteriormente en Kosovo, vivían en comunidades de refugiados en Montenegro y Serbia. Los que permanecen a menudo sufren ataques por parte de los kosovares albaneses, que los consideran “colaboradores” de los serbios que ocuparon el país. En febrero de 2007 tres mujeres romaníes de Eslovaquia recibieron indemnizaciones de un hospital que las esterilizó sin su consentimiento cuando todavía eran menores de edad. Aunque dichas esterilizaciones se habían producido en 1999 y 2002, estas mujeres fueron ignoradas por los tribunales hasta años después.
En julio del 2008 un tribunal de Italia declaró que el antigitanismo es una práctica aceptable en los lugares en los que los romaníes son ladrones. Con esta decisión los jueces apoyaron la convicción de los acusados que habían exigido públicamente la expulsión de los gitanos de Verona en el año 2001. Uno de los exculpados era Flavio Tosi, alcalde de Verona y militante del Partido de la Liga Norte contrario a la inmigración. La decisión del tribunal se produjo durante la aplicación de “medidas contundentes” contra los romaníes por parte del gobierno italiano, dirigido por el presidente Silvio Berlusconi. La semana anterior, Roberto Maroni, ministro de Interior del gobierno italiano, declaró que todos los romaníes de Italia, incluyendo los niños, serían fichados. Un político de la oposición, Gian Claudio Bressa, afirmó que la aplicación de esas medidas y de otras similares “eran similares a las de un régimen autoritario”. Tres enviados de las Naciones Unidas afirmaron que aplicando esta medida de forma exclusiva a la minoría romaní, esta propuesta podía calificarse sin ambigüedades como discriminatoria. El Parlamento Europeo denunció el plan del gobierno de Berlusconi como un acto claro de discriminación racial y pidió al gobierno italiano que no continuara adelante.
Thomas Hammarberg, Comisionado de Derechos Humanos del Consejo de Europa, ha sido un destacado crítico del antigitanismo mediante informes y artículos en periódicos. En agosto de 2008, Hammarberg cita que la sensibilidad y la retórica actual contra los romaníes es muy similar a la que utilizaban los nazis y fascistas antes de que comenzaran las matanzas y masacres en masa de las décadas de 1930 y 1940. De nuevo se afirma que los romaníes constituyen una amenaza para la seguridad y la salud pública. No se hacen distinciones entre los criminales y la mayoría de la población romaní. Es una actitud vergonzosa y peligrosa.
De acuerdo con el último informe sobre Crímenes de Odio de Human Rights First, los romaníes sufren de forma habitual ataques en las calles de las ciudades y otros lugares públicos. En varios casos especialmente extremos, los atacantes de los romaníes también atacaron a las familias gitanas en sus propias casas, barrios o comunidades habitados mayoritariamente por romaníes. Estos patrones extendidos de violencia algunas veces se basan en un odio inmediato hacia los romaníes –sin distinción entre adultos, ancianos y niños- y están dirigidos a erradicar la presencia de los romaníes en aldeas y ciudades en varios países europeos.

## En la cultura popular
El Centro Europeo para la Investigación del Antiziganismo presentó oficialmente una demanda contra el actor y cómico Sacha Cohen –que interpreta a Borat en un documental paródico- por incitar a la violencia y violar las leyes alemanas contra la discriminación. Una parte de esta película satírica, que supuestamente muestra la aldea empobrecida de Borat en Kazajistán, en la realidad presenta una aldea romaní de Rumania. Además, Borat hace referencia en la película a que se dedica a perseguir gitanos con su coche para atropellarlos. 
En el libro de Tintín Las joyas de la Castafiore se critica el antigitanismo, pues los gitanos que se instalan en la finca del Capitán Haddock son falsamente acusados de robar la valiosa esmeralda de Bianca Castafiore, pero resultan completamente inocentes.